# هينيسي فينوم جي تي
هينيسي فينوم جي تي هي سيارة رياضية صنعت من قبل هينيسي لهندسة الأداء ، و قد تم الكشف عنها رسميا في 29 مارس 2010.
في 21 يناير 2013 دخلت سيارة هينيسي فينوم موسوعة غينيس للأرقام القياسية بتسجيلها لرقم قياسي جديد بوصولها لسرعة 300 كم/سا في زمن قدرة 13.63 ثانية، مما يجعها أسرع سيارة معدلة للإنتاج في العالم ، بالإضافة إلى ذلك فالسيارة سجلت رقما غير رسمي وذلك للوصول لسرعة 320 كم/سا في زمن قدره 14.51 ثانية، محطمة رقم سيارة كونيغسيغ أغيرا الذي بلغ 17.68 ثانية، وبذلك أصبحت الهينيسي فينوم جي تي أسرع سيارة من ناحية التسارع في العالم أيضا.

## وصلات خارجية
- Hennessey Venom GT الموقع الرسمي (بالإنجليزية)
- Hennessey Venom GT الموقع الرسمي الجديد لهينيسي فينوم جي تي (بالإنجليزية)